# Kolejové vozidlo
Kolejové vozidlo je dopravní prostředek způsobilý k jízdě po koleji. Kolej vozidlo nese a vede. Hlavními konstrukčními celky kolejového vozidla jsou:
- skříň kolejového vozidla včetně tažného a tlačného ústrojí
- pojezd kolejového vozidla včetně brzdy, případně pohonu

Kolej je tvořena kolejnicovým pásem, nebo častěji dvojicí kolejnicových pásů. Kolejnicové pásy jsou vázány pomocí upevňovadel k podpěrám: pražcům, betonovým blokům, prahům, roštům a dalším.

## Kolejová vozidla využívající jediný kolejnicový pás
Nepočetnou skupinu vozidel využívajících jediný kolejnicový pás zastupují především monoraily.

## Kolejová vozidla využívající dvojici kolejnicových pásů
Zřejmě nejpočetnější a nejpestřejší skupina.
- Hnací vozidla - jsou schopna vyvíjet tažnou sílu
  - Lokomotivy - elektrické, motorové, hybridní, dříve velmi oblíbené parní
  - Motorové vozy - hnací vozidla, kde zdrojem energie je obvykle spalovací motor. Jsou uzpůsobené pro přepravu osob i nákladů
  - Elektrické vozy - hnací vozidla elektrické trakce přizpůsobená pro přepravu osob

Motorové i elektrické vozy jsou základem motorových a elektrických jednotek složených z hnacího vozidla (vozidel), vložených vozů a případně řídících vozů.
- Vozidla s vlastním pohonem
  - Tramvaje
  - Vozidla metra, včetně metra na pneumatikách
  - Speciální (také služební) vozidla, určená výhradně pro potřebu provozovatele dráhy. Jde o podbíječky kolejnic, kolejové jeřáby, měřící vozy, čističky kolejového lože, drezíny a další. Tato vozidla jsou často odvozena od motorových vozů pro možnost pohybu po elektrifikované trati i při vypnutém napájení. Služební vozidla jsou používána i na tratích metra a tramvajových tratích.
- Vozy neboli vozidla bez vlastního pohonu
  - Železniční vůz neboli vagón
    - Vůz koněspřežné dráhy

  - Tramvajový přípojný vůz
  - Vůz speciálních drah (průmyslová dráha, důlní dráha, lesní železnice apod.)
  - Pozemní lanové dráhy

## Další zařízení pohybující se po kolejích
- Jeřáby
  - Mostové jeřáby pojíždějících po kolejnicích uložených na sloupech v továrních halách, skladech
  - Věžové jeřáby stavební, skladové i přístavní - pojíždějí po kolejích uložených v úrovni terénu způsobem obdobným železničním kolejím.
- Výtahy
- Lunaparkové atrakce typu horských drah

## Využití principu vedení kola kolejnicí
Autobusová dráha je dopravní systém, ve kterém kola upraveného autobusu jsou v části trati vedena mechanickým systémem obdobně jako je kolo železničního vozidla vedeno kolejnicí